# Radula
Radulaceae, porodica jetrenjarki, dio reda Porellales. Sastoji se od jednog priznatog roda. Porodica je opisana 1909.

## Vrste
1. Radula acuminata Steph.
2. Radula acuta Mitt.
3. Radula acutangula Steph.
4. Radula acutiloba Steph.
5. Radula aguirrei (R.M. Schust.) R.M. Schust.
6. Radula allisonii Castle
7. Radula amentulosa Mitt.
8. Radula amoena Herzog
9. Radula anceps Sande Lac.
10. Radula aneurismalis (Hook.f. & Taylor) Gottsche, Lindenb. & Nees
11. Radula angulata Steph.
12. Radula anisotoma M.A.M. Renner
13. Radula ankefinensis Gottsche
14. Radula antilleana Castle
15. Radula appressa Mitt.
16. Radula aquilegia (Hook.f. & Taylor) Gottsche, Lindenb. & Nees
17. Radula assamica Steph.
18. Radula auriculata Steph.
19. Radula australiana K. Yamada
20. Radula australis Austin
21. Radula baltica Heinrichs, Schäf.-Verw. & M.A.M. Renner
22. Radula bipinnata Mitt.
23. Radula bogotensis Steph.
24. Radula bolanderi Gottsche
25. Radula boninensis Furuki & K. Yamada
26. Radula borneensis Steph.
27. Radula boryana (F. Weber) Nees ex Mont.
28. Radula brasilica K. Yamada
29. Radula brunnea Steph.
30. Radula buccinifera (Hook.f. & Taylor) Gottsche, Lindenb. & Nees
31. Radula caduca K. Yamada
32. Radula caespitosa Steph.
33. Radula camerunensis Pócs & Döbbeler
34. Radula campanigera Mont.
35. Radula campanulata Lindenb. & Gottsche
36. Radula carringtonii J.B. Jack
37. Radula castlei Grolle
38. Radula cavifolia Hampe ex Gottsche, Lindenb. & Nees
39. Radula ceylanica K. Yamada
40. Radula chinensis Steph.
41. Radula cochabambaensis K. Yamada
42. Radula comorensis Steph.
43. Radula complanata (L.) Dumort.
44. Radula conferta Lindenb. & Gottsche
45. Radula constricta Steph.
46. Radula cordata Mitt.
47. Radula costaricensis Gottsche
48. Radula crenulata Schiffn.
49. Radula cretacea Bechteler, M.A.M. Renner, Schäf.-Verw. & Heinrichs
50. Radula cubensis K. Yamada
51. Radula curvilobula M.L. So
52. Radula cuspidata Steph.
53. Radula decora Gottsche
54. Radula decurrens Mitt.
55. Radula demissa M.A.M. Renner
56. Radula densifolia Castle
57. Radula diaphana K.I. Goebel
58. Radula diversifolia Steph.
59. Radula dolabrata K. Yamada
60. Radula eggersii K. Yamada
61. Radula elliottii Castle
62. Radula emarginata K. Yamada & Piippo
63. Radula episcia Spruce
64. Radula evansii Castle
65. Radula evelynae K. Yamada
66. Radula falcata Steph.
67. Radula fauriana Steph.
68. Radula fendleri Gottsche
69. Radula fernandezana Steph.
70. Radula fissifolia Steph.
71. Radula flaccida Lindenb. & Gottsche
72. Radula flavifolia (Hook.f. & Taylor) Gottsche, Lindenb. & Nees
73. Radula floridana Castle
74. Radula forficata M.A.M. Renner
75. Radula formosa (C.F.W. Meissn. ex Spreng.) Nees
76. Radula fujitae Furuki
77. Radula fulvifolia (Hook.f. & Taylor) Gottsche, Lindenb. & Nees
78. Radula galapagona Steph.
79. Radula gedena Gottsche
80. Radula gottscheana Taylor
81. Radula gracilis Mitt.
82. Radula gradsteinii K. Yamada
83. Radula grandifolia Steph.
84. Radula grandilobula Promma & Chantanaorr.
85. Radula grandis Steph.
86. Radula grevilleana Taylor
87. Radula grollei K. Yamada & Piippo
88. Radula guyanensis K. Yamada
89. Radula hainanensis L.N. Zhang & R.L. Zhu
90. Radula hastata Steph.
91. Radula hattorii K. Yamada
92. Radula hawaiica M.L. So
93. Radula hedingeri K.I. Goebel
94. Radula helix (Hook.f. & Taylor) Gottsche, Lindenb. & Nees
95. Radula hicksiae K. Yamada
96. Radula holstiana Steph.
97. Radula holtii Spruce
98. Radula husnotii Castle
99. Radula imposita M.A.M. Renner
100. Radula inflexa Gottsche
101. Radula inouei K. Yamada
102. Radula involvens Spruce
103. Radula iwatsukiana K. Yamada
104. Radula iwatsukii K. Yamada
105. Radula jamaicensis Pearson
106. Radula jamesonii Taylor
107. Radula japonica Gottsche
108. Radula javanica Gottsche
109. Radula jonesii Bouman, Dirkse & K. Yamada
110. Radula jovetiana K. Yamada
111. Radula juddii K. Yamada
112. Radula kegelii Gottsche ex Steph.
113. Radula kilgourii M.A.M. Renner
114. Radula kinabaluensis K. Yamada
115. Radula kitagawae K. Yamada
116. Radula kojana Steph.
117. Radula koponenii K. Yamada & Piippo
118. Radula kurzii Steph.
119. Radula lacerata Steph.
120. Radula laxiramea Steph.
121. Radula leiboldii Steph.
122. Radula lewisii K. Yamada
123. Radula ligula Steph.
124. Radula lindenbergiana Gottsche ex C. Hartm.
125. Radula lingulata Gottsche
126. Radula longiloba K. Yamada
127. Radula longispica Steph.
128. Radula loriana Castle
129. Radula macroloba Steph.
130. Radula madagascariensis Gottsche
131. Radula mammosa Spruce
132. Radula marginata (Hook.f. & Taylor) Gottsche, Lindenb. & Nees
133. Radula marojezica E.W. Jones
134. Radula mauiensis M.L. So
135. Radula mazarunensis K. Yamada
136. Radula mexicana Lindenb. & Gottsche
137. Radula microloba Gottsche
138. Radula microlobula Castle
139. Radula minutilobula K. Yamada & Piippo
140. Radula mittenii Steph.
141. Radula mizutanii K. Yamada
142. Radula morobeana K. Yamada & Piippo
143. Radula multiamentula E.A. Hodgs.
144. Radula multiflora Gottsche ex Schiffn.
145. Radula myriopoda M.A.M. Renner
146. Radula neotropica Castle
147. Radula nigra Pearson
148. Radula nilgiriensis Udar & D. Kumar
149. Radula norrisii K. Yamada & Piippo
150. Radula notabilis M.A.M. Renner
151. Radula novae-hollandiae Hampe
152. Radula novivrieseana K. Yamada
153. Radula novocaledonica Hürl. & K. Yamada
154. Radula novocaledoniensis K. Yamada
155. Radula novoguineensis K. Yamada & Piippo
156. Radula nudicaulis Steph.
157. Radula nymannii Steph.
158. Radula obconica Sull.
159. Radula oblongifolia Casp.
160. Radula obovata Castle
161. Radula obscura Mitt.
162. Radula obtusiloba Steph.
163. Radula oceania Castle
164. Radula ocellata K. Yamada
165. Radula okamurana Steph.
166. Radula onraedtii K. Yamada
167. Radula opaciuscula (Spruce) Castle
168. Radula oreopsis M.A.M. Renner
169. Radula ornata E.A. Br. & Pócs
170. Radula ovalilobula K. Yamada
171. Radula oyamensis Steph.
172. Radula paganii Castle
173. Radula pallens (Sw.) Nees ex Mont.
174. Radula pandei Udar & Dh. Kumar
175. Radula patens K. Yamada
176. Radula perrottetii Gottsche
177. Radula peruviana K. Yamada
178. Radula philippinensis K. Yamada
179. Radula physoloba Mont.
180. Radula pinnulata Mitt.
181. Radula plicata Mitt.
182. Radula pocsii K. Yamada
183. Radula portoricensis Steph.
184. Radula prolifera Arnell
185. Radula protensa Lindenb.
186. Radula pseudoflaccida E.W. Jones
187. Radula pseudoscripta M.A.M. Renner
188. Radula pseudostachya Spruce
189. Radula psychosis M.A.M. Renner
190. Radula pugioniformis M.A.M. Renner
191. Radula pulchella Mitt.
192. Radula punctata Steph.
193. Radula pusilla Spruce
194. Radula quadrata Gottsche
195. Radula queenslandica K. Yamada
196. Radula ratkowskiana K. Yamada
197. Radula recubans Taylor
198. Radula reflexa Nees & Mont.
199. Radula retroflexa Taylor
200. Radula rhombiloba Steph.
201. Radula robinsonii Steph.
202. Radula rupicola K. Yamada
203. Radula saccatiloba Steph.
204. Radula santacruziana K. Yamada & Gradst.
205. Radula scariosa Mitt.
206. Radula schaefer-verwimpii K. Yamada
207. Radula schofieldiana K. Yamada
208. Radula sharpii K. Yamada
209. Radula silvestris Gottsche
210. Radula sinskeana K. Yamada
211. Radula sinuata Gottsche ex Steph.
212. Radula socorana Gerola
213. Radula sonsonensis Steph.
214. Radula sphaerocarpoides (Casp.) Grolle
215. Radula splendida M.A.M. Renner & Devos
216. Radula squarrosa K. Yamada
217. Radula steerei Grolle
218. Radula stellatogemmipara C. Gao & Y.H. Wu
219. Radula stenocalyx Mont.
220. Radula stipatiflora Steph.
221. Radula strangulata Hook.f. & Taylor
222. Radula striata Mitt.
223. Radula subinflata Lindenb. & Gottsche
224. Radula subsimplex Steph.
225. Radula subsquarrosa S.W. Arnell
226. Radula sullivantii Austin
227. Radula sumatrana Steph.
228. Radula tabularis Steph.
229. Radula tasmanica Steph.
230. Radula taylorii Steph.
231. Radula tectiloba Steph.
232. Radula tenax Lindb.
233. Radula tenera Mitt.
234. Radula tenuis K. Yamada
235. Radula thiersiae K. Yamada
236. Radula tjibodensis K.I. Goebel
237. Radula tokiensis Steph.
238. Radula underwoodii Castle
239. Radula uvifera (Hook.f. & Taylor) Gottsche, Lindenb. & Nees
240. Radula vagans Steph.
241. Radula van-zantenii K. Yamada
242. Radula varilobula Castle
243. Radula venezuelensis K. Yamada
244. Radula ventricosa Steph.
245. Radula verrucosa K. Yamada
246. Radula vieillardii Gottsche
247. Radula visianica C. Massal.
248. Radula voluta Taylor
249. Radula vrieseana Sande Lac.
250. Radula weymouthiana Steph.
251. Radula wichurae Steph.
252. Radula wrightii Castle
253. Radula xalapensis Nees & Mont.
254. Radula yanoella R.M. Schust.